# Wojna algierska
Wojna algierska (Algierska wojna o niepodległość, fr. Guerre d’Algérie, arab. ‏ثورة التحرير الجزائرية‎, trb. sura at-Thrir al-Dżzairija) – trwający w latach 1954–1962 konflikt zbrojny pomiędzy Francją a algierskim Frontem Wyzwolenia Narodowego.

## Geneza
Algieria została podbita przez Francję w 1830 roku. Od chwili podbicia i uczynienia jej kolonią wielu Francuzów uznawało ją za terytorium rdzenne i przedłużenie metropolii. Przeświadczenie to potęgował fakt masowego napływu francuskich osadników do tejże kolonii. Francuzi w szczytowym momencie stanowili 10% populacji Algierii, a przez cały okres jej kolonialnej historii stanowili najbardziej uprzywilejowaną grupę społeczną. W latach poprzedzających wybuch II wojny światowej doszło do wzrostu wpływów arabskiego nacjonalizmu. Nacjonalistyczne hasła zyskały na sile w trakcie trwania wojny. 22 grudnia 1942 roku grupa działaczy algierskich skupionych wokół Ferhata Abbasa zwróciła się do rządu Francji z memorandum, w którym domagali się oni ustanowienia w Algierii zgromadzenia konstytucyjnego. Rok później działacze ogłosili Manifest ludu algierskiego. Rząd Francji odrzucił postulaty memorandum i manifestu, co doprowadziło do zaostrzenia sytuacji w Algierii w kolejnych latach. W maju 1945 roku doszło do powstania Algierczyków w mieście Satif. Wystąpienia zostały stłumione przez siły kolonialne, a Ferhat Abbas został aresztowany. W trakcie walk i późniejszych bombardowań zginęło od 7 do 15 tysięcy Algierczyków i 103 Francuzów.
Zaniepokojeni radykalizacją Algierczyków Francuzi nadali Algierii konstytucję. Przyznana 20 września 1947 roku konstytucja nadawała wszystkim obywatelom Algierii obywatelstwo francuskie, prawo głosu, a także zrównała język arabski na płaszczyźnie urzędowej. Konstytucja nie weszła w życie w całości, co sprowokowało arabskich nacjonalistów do przygotowania powstania. Nacjonaliści jeszcze w tym samym roku powołali Ruch na Rzecz Triumfu Wolności Demokratycznych (dysponujący bojową Tajną Organizacją). Celem ruchu było zbieranie pieniędzy i broni oraz tworzenie struktur administracyjnych w celu wywołania ogólnonarodowego powstania. W 1949 roku działacze Tajnej Organizacji dokonali ataku na Oran. Atak doprowadził do wykrycia struktur organizacji i rozbicia jej przywództwa.
Liczbę białych kolonistów w Algierii w końcu lat 50. XX wieku szacuje się na około 1 mln.

## Organizacja i przebieg powstania

### Początek powstania i sukcesy rebelii (1954–1956)
Wobec nieuznawania przez Francję dążeń Algierii do rozszerzenia autonomii i przyznania swobód obywatelskich w marcu 1954 roku dziewięciu byłych członków Tajnej Organizacji ustanowiło Komitet Rewolucyjny Jedności i Akcji (a według innych tłumaczeń Rewolucyjną Radę Jedności i Działania). Na czele Komitetu stanął zbiegły z więzienia działacz nacjonalistyczny Ahmad Ben Bella. Ben Bella przebywał na emigracji w Egipcie, skąd nadzorował działalność ruchu nacjonalistycznego w Algierii. Komitet postawił sobie za cel przygotowanie powstania narodowego. Datę wystąpienia wyznaczono na 1 listopada 1954 roku.
W dniu wybuchu powstania Komitet Rewolucyjny Jedności i Akcji przekształcił się we Front Wyzwolenia Narodowego. Front powołał własne siły zbrojne – Narodową Armię Wyzwoleńczą dowodzone przez pułkownika Huari Bumediena. Celem ataków powstańców stali się francuscy wojskowi i żandarmi oraz algierscy kolaboranci. Do walk z siłami kolonialnymi doszło zarówno w miastach, jak i na prowincji, gdzie przybrały one partyzancki charakter. Po niepowodzeniach sił powstańczych w stolicy kraju (nieudana próba wysadzenia radiostacji i zapasów paliwa oraz nieudane ataki na posterunki policji i żandarmerii) walki przeniosły się głównie do gór Dżabal al-Auras i region Kabylii.
W 1955 roku walki rozszerzyły się na Oran i wkrótce objęły całą Algierię. Rząd Francji początkowo zbagatelizował rebelię, błędnie ukazując ją jako akty bandytyzmu. Sytuacja zmieniła się po sukcesach rebeliantów w 1955 roku i zmianie ekipy rządzącej we Francji w tym samym roku. Nowy rząd premiera Edgara Faure wprowadził na obszarze Algierii stan wyjątkowy, a władze kolonialne zyskały prawo do ograniczania swobody poruszania się ludności cywilnej, stosowania aresztu domowego i cenzurowania mediów; wprowadzono także sądy wojenne i możliwość aresztowań bez nakazu sądowego. Zwiększono liczebnie siły wojskowe na terenie kraju (w 1955 roku liczba żołnierzy francuskich w Algierii wynosiła 200 tysięcy).
Rebelia algierska entuzjastycznie przyjęta została przez państwa Trzeciego Świata i bloku wschodniego. Przedstawiciele Frontu Wyzwolenia Narodowego wraz z reprezentantami Maroka i Tunezji w kwietniu 1955 roku wzięli udział w konferencji państw Afryki i Azji w Bandungu. Po konferencji grupa państw (Irak, Iran, Egipt, Libia, Liberia i Birma) zaapelowały do sekretarza generalnego ONZ o położenie kresu konfliktowi w Algierii. Jeszcze w tym roku wpisano konflikt algierski do porządku dziennego Zgromadzenia Ogólnego ONZ (pomimo sprzeciwu rządu Francji). Zgromadzenie Ogólne na wniosek państw Ruchu Państw Niezaangażowanych i bloku wschodniego w latach 1955–1960 wielokrotnie wydawało rezolucje, w których wyrażało poparcie dla niepodległości Algierii.

### Początek tworzenia algierskich struktur (1956–1957)
W 1956 roku po kolejnych sukcesach Narodowej Armii Wyzwoleńczej (na wyzwolonych terenach Front Wyzwolenia Narodowego zaczął tworzyć zręby własnych struktur państwowych), rząd Francji zwiększył liczbę żołnierzy francuskich w Algierii do 400 tysięcy. W sierpniu tego samego roku siły powstańcze zorganizowały konferencję w Soummam. 5 września przyjęto platformę soummamską, wytyczono w niej przyszły charakter Algierii jako republiki socjalistycznej. Na konferencji powołano ponadto Komitet Koordynujący i Wykonawczy oraz Narodową Radę Republiki Algierskiej. Wraz z tworzeniem przez Algierczyków zalążków przyszłej państwowości strona francuska zgodziła się na pierwsze rozmowy pokojowe. W marcu 1956 w Kairze Mohammed Khider z Frontu Wyzwolenia Algierii spotkał się z wysłannikiem rządu Francji Christianem Pineau. Do kolejnych potajemnych rozmów doszło w Belgradzie i Rzymie. W trakcie rokowań Francuzi zadeklarowali chęć zawieszenia broni, rokowań i przeprowadzenia wolnych wyborów. Algierczycy z kolei zażądali pełnej niepodległości, rokowań, zawieszenia broni oraz uznania Frontu Wyzwolenia Narodowego za jedynego reprezentanta narodu algierskiego. Choć obie strony deklarowały chęć uzyskania kompromisu, wszystkie rozmowy zakończyły się niepowodzeniem.
Przedłużająca się wojna spowodowała coraz bardziej brutalne działania wojsk francuskich. Francuzi wprowadzili w kolonii system rządów terroru i odpowiedzialności zbiorowej wobec cywilów. Powszechne stały się tortury, ekspedycje karne i pacyfikacje. Front Wyzwolenia Narodowego zareagował na represje organizacją serii zamachów bombowych (przeprowadzono je w okresie od września 1956 roku do czerwca 1957). Do metody zamachów jako pierwsi uciekli się tzw. ultrasi (reprezentacja ludności francuskiej w Algierii, opowiadająca się za pozostaniem tego kraju w składzie imperium kolonialnego), którzy pierwsze zamachy zorganizowali w lipcu 1956.

### Wzmożona pacyfikacja rebelii (1957–1958)
Na przełomie 1956 i 1957 roku głównym obszarem działań wojennych stał się Algier, będący stolicą kolonii. Po wycofaniu się wojsk francuskich ze strefy Kanału Sueskiego kontyngent francuski w Alergii został ponownie wzmocniony. W styczniu 1957 roku wojska kolonialne oczyściły Algierię z oddziałów Narodowej Armii Wyzwoleńczej i aparatu polityczno-administracyjnego ruchu oporu. Walki ożyły w czerwcu, jednak siły powstańcze szybko zostały spacyfikowane.
Część działaczy Frontu Wyzwolenia Narodowego, rozbitego poprzez czerwcową ofensywę, schroniła się w sąsiedniej Tunezji. Stopniowo częstotliwość antyfrancuskich akcji militarnych zaczęła rosnąć. W grudniu 1957 w Kairze odbyła się konferencja z udziałem Frontu Wyzwolenia Narodowego. Na konferencji powstańców zgodziły się wspierać państwa arabskie (przede wszystkim Maroko, Tunezja i Libia), przekazując partyzantom rocznie 10 milionów franków. Swoje poparcie dla Algierii wyraził także Związek Socjalistycznych Republik Radzieckich, który prawdopodobnie potajemnie przekazywał rebeliantom broń. Operujący z terenów Tunezji rebelianci przeprowadzili w pierwszej połowie 1958 roku co najmniej osiemdziesiąt ataków na wojska francuskie. Zdołali oni nawet dokonać zestrzeleń samolotów francuskich. W akcji odwetowej Francuzi przeprowadzili bombardowanie terenów wokół tunezyjskiego Sakiet Sidi Jusef, będącego miejscem schronienia algierskich rebeliantów. Rząd Tunezji konsekwentnie wspierał algierskie dążenia niepodległościowe, a w odpowiedzi na bombardowanie wydalił z kraju ambasadora Francji, zażądał ewakuacji wojsk francuskich na terenie Tunezji i zarządził blokadę francuskiej bazy marynarki na terenie kraju.
Po bombardowaniu Sakiet Sidi Jusef w ciągu kilku miesięcy Front Wyzwolenia Narodowego zyskał jeszcze większe wsparcie ze strony państw arabskich. W efekcie w ręce Narodowej Armii Wyzwoleńczej trafiła broń automatyczna i moździerze. Przerzut broni do Algierii z czasem ustał na skutek budowy przez Francuzów tzw. Linii Morice’a. Spotęgowanie napięcia między Francją a krajami arabskimi przyczyniło się także do apelów o zakończenie działań zbrojnych ze strony Stanów Zjednoczonych i Wielkiej Brytanii. Podejmowane z inicjatywy Zachodu rozmowy francusko-algierskie w dalszym ciągu spełzały na niczym i przyczyniały się jedynie do radykalizacji algierskich Francuzów (którzy widzieli w rozmowach pokojowych zdradę).
W maju 1958 roku władzę we Francji objął generał Charles de Gaulle. Nowy prezydent odwiedził Algierię w czerwcu i obiecał Algierczykom, że otrzymają pełne obywatelstwo francuskie. Zapowiedział ponadto wznowienie konsultacji z przedstawicielami narodu algierskiego. Ferhat Abbas oświadczył z kolei, że możliwe jest zawarcie przez Algierię dobrowolnego stowarzyszenia z Francją.
Środowiska algierskich nacjonalistów postanowiły przenieść wojnę na teren samej Francji. 25 sierpnia 1958 roku odbyła się skoordynowana akcja zamachów w ponad dwudziestu miastach Francji. Bomby uderzyły w składy paliwa, fabryki zbrojeniowe i magazyny sprzętu militarnego. Policja odpowiedziała aresztowaniami pośród robotników algierskich we Francji i wprowadzeniem godziny policyjnej dla Algierczyków w Paryżu.
19 września 1958 roku Front Wyzwolenia Narodowego powołał Rząd Tymczasowy Republiki Algierskiej. Na jego czele stanął Ferhat Abbas. Rząd tymczasowy uznany został przez państwa arabskie i część państw afrykańskich oraz azjatyckich, a następnie także przez blok wschodni.

### Oficjalne rozmowy pokojowe i opór wobec ich prowadzenia (1959–1962)

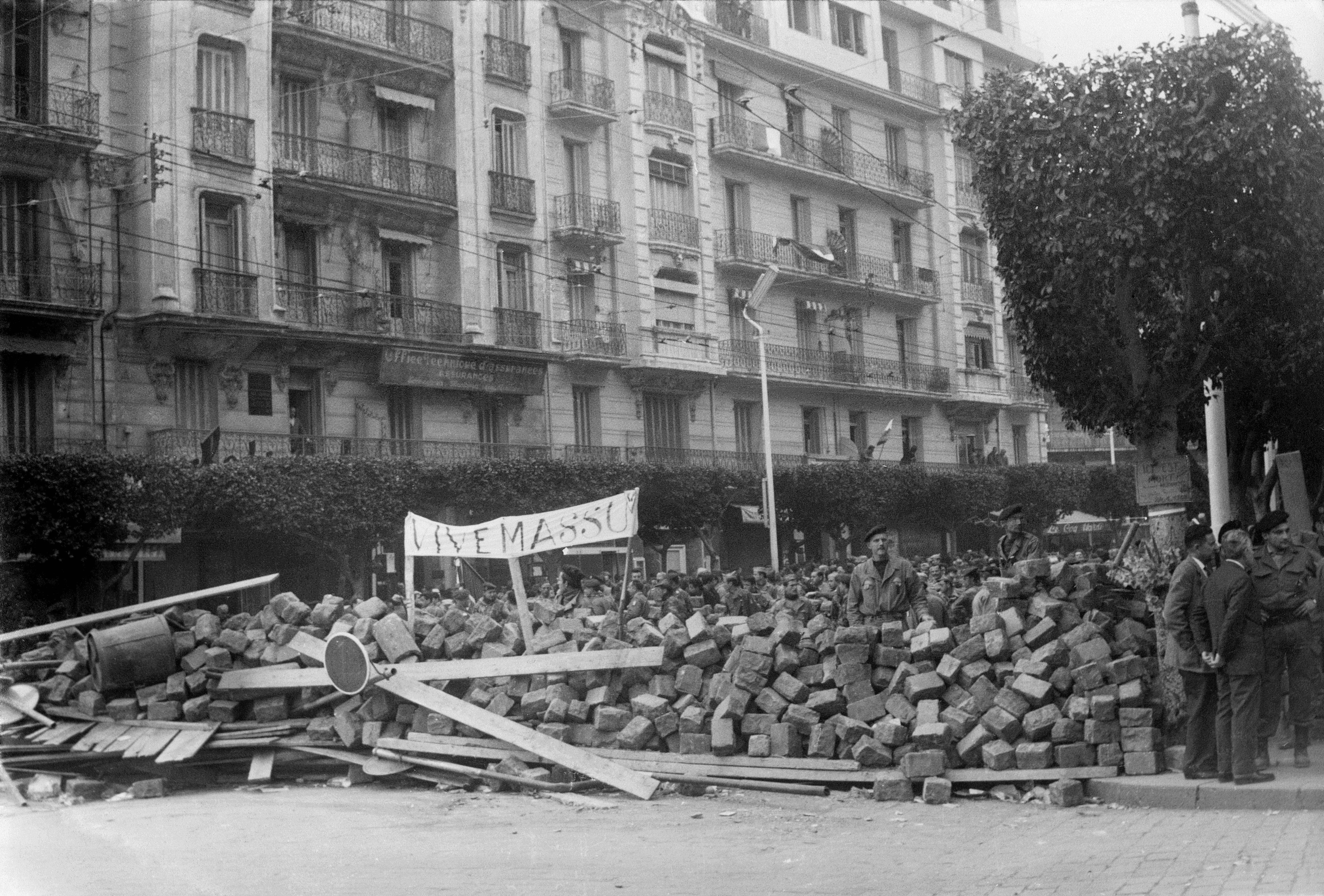
Barykada wzniesiona podczas wojny o niepodległość w Algierze, styczeń 1960

Po nieudanej próbie utworzenia przez de Gaulle rządu islamskiego współpracującego z Francją, we wrześniu kolejnego roku de Gaulle stwierdził, że należy zastosować w Algierii zasadę samostanowienia. Pod presją światowej opinii publicznej i na skutek francuskich klęsk militarnych w czerwcu 1960 odbyły się pierwsze oficjalne rozmowy francusko-algierskie. 8 stycznia 1961 roku z kolei odbyło się referendum w sprawie samookreślenia się Algierii. 75,2% Francuzów poparło tezę de Gaulle’a o zastosowaniu zasady samostanowienia.
Najbardziej radykalny krąg algierskich Francuzów rozpoczął przygotowywania do spisku przeciwko de Gaulle’owi. Na czele planowanego puczu stanął generał Maurice Challe. Bunt rozpoczął się 22 kwietnia 1961 roku w Paryżu. Puczyści nie przeciągnęli na swoją stronę kadry oficerskich ani żołnierzy, a jeszcze tego samego dnia służba bezpieczeństwa zlikwidowała siły puczystów. 25 kwietnia generał Challe zrezygnował z oporu i oddał się do dyspozycji władz wojskowych. Po stłumieniu puczu Challe’a, Francja 20 maja ogłosiła jednostronne zawieszenie broni. Zawieszenie broni poprzez zamachy terrorystyczne (przeprowadzane zarówno w Algierii i Francji) próbowała stłamsić powstała po upadku puczu Organizacja Tajnej Armii, której celem było zahamowanie rozpadu imperium kolonialnego Francji.
17 października 1961 roku miała miejsce w Paryżu nielegalna, ale pokojowa demonstracja zwolenników Frontu Wyzwolenia Narodowego, krwawo stłumiona przez policję (masakra paryska). Zginęło wówczas od 100 do 200 protestujących.
W grudniu 1961 roku de Gaulle zgodził się na pełną niepodległość Algierii, pod warunkiem zachowania szerokich uprawnień dla tamtejszych Francuzów. Ostatnia faza negocjacji odbyła się w dniach 7–18 marca 1962 roku (porozumienie z Évian). Oficjalne uznanie niepodległości Algierii nastąpiło w kwietniu 1962.

## Następstwa
W czasie konfliktu trwającego siedem i pół roku zginęło łącznie prawie milion osób. Algierię opuścił prawie milion osób pochodzenia europejskiego, jednak nie wszyscy udali się do Francji. Część z nich wyjechała do Hiszpanii, Argentyny lub Kanady. Z Algierii wyjechał również prawie milion harkis, rdzennych Algierczyków, którzy służyli w administracji, wojsku i oddziałach antypartyzanckich.
W lipcu 1962 roku doszło do serii zamachów Organizacji Tajnej Armii w Oranie. Fala terroryzmu sprowokowała oddziały regularnej armii algierskiej i cywilnych Algierczyków do ataków na pozostałych w kraju Francuzów. Wzajemne akty przemocy doprowadziły do masowego (z kraju wyjechało 900 tysięcy osób) exodusu ludności francuskiej z terenów byłej kolonii.
Konflikt był we Francji tematem tabu przez kolejne 35 lat. Do 1999 roku nie określano tam wydarzeń w Algierii terminem wojna (w 1999 roku parlament Francji zalegalizował ten termin). Żaden z żołnierzy francuskich, odpowiedzialnych za zbrodnie z okresu tego konfliktu, nie został za nie skazany.